# Rodolfo Morales
Rodolfo Morales (Ocotlán de Morelos, Oaxaca, 8 de mayo de 1925 - Oaxaca de Juárez, México, 30 de enero de 2001) fue un pintor surrealista mexicano, que incorporó elementos de realismo mágico en su obra, como el lienzo surrealista titulado  "El sueño". Fue notable por su restauración de edificios históricos en Ocotlán. Creó en Ocotlán de Morelos, Oaxaca un centro de arte fomentar la educación, la cultura y las artes.

## Biografía
Nació en Ocotlán de Morelos, Morales fue un niño solitario que a menudo encontró consuelo en el dibujo. De 1948 a 1953 estudió arte en la Academia de San Carlos en la Ciudad de México. Se graduó como profesor de dibujo y comenzó una carrera de 32 años como profesor de arte en la Escuela Nacional Preparatoria Número 5, una posición que ocupó desde 1953 hasta 1985.
En 1965, en la organización de una fiesta de Navidad en casa de su amiga y pintora Geles Cabrera, utilizó collages como decoraciones. Le gustaba su trabajo y sugirió un oficio: una escultura de una pintura. Este reconocimiento estimula a Morales, concentrar todos sus esfuerzos en la pintura y, de ganar dinero extra, organizó exposiciones de su obra en galerías pequeñas alrededor de la capital. En 1975, fue persuadido por Cabrera para celebrar su primera exposición en solitario en la corriente principal de la Casa de las Campanas, la Galería de Arte en Cuernavaca. Aquí sus cuadros llamaron la atención del famoso pintor mexicano Rufino Tamayo quien más tarde ayudó a establecer contactos con los críticos de arte y galerías de todo el mundo, dando lugar a una serie de exposiciones colectivas e individuales.

## Exhibiciones destacadas
- 1973 Palacio Provincial de Málaga, Málaga, España
- 1975 Casa de las Campanas, Cuernavaca, Morelos
- 1976 Galería del Círculo, Ciudad de México
- 1978 Galería Miro, Monterrey, México
- 1978 Mexican Museum, San Francisco, California
- 1978 Estella Shapiro Gallery, Ciudad de México
- 1979 Club de Industriales, Monterrey, México
- 1980 Instituto Nacional de Bellas Artes, Ciudad de México
- 1981 Downtown Gallery, Fort Worth, Texas
- 1981 Instituto Politécnico Nacional, Ciudad de México
- 1982 Estella Shapiro Gallery, Ciudad de México
- 1983 Museo de Arte Contemporáneo de Monterrey, Monterrey
- 1986 Galería Los Príncipes, Oaxaca, México
- 1986 Taller Artes Plásticas Rufino Tamayo, Oaxaca, México
- 1986 Magic and Mystery, Galería Centro Cultural, Ciudad de México
- 1988 Vorpal Gallery, SoHo (Nueva York)
- 1989 Vorpal Gallery, SoHo, Nueva York
- 1990 Vorpal Gallery, San Francisco
- 1990 Estella Shapiro Gallery, México City
- 1993 Ramis Barquet, Monterrey Nuevo León, México
- 1995 Dreams of a Village, Riva Yares Gallery, Santa Fe, New México
- 1996 Dreams of a Village, Riva Yares Gallery, Scottsdale, Arizona
- 1996 Opening Exhibition, Mexican Museum, San Francisco then touring the EUA and Canadá
- 2006 'Rodolfo Morales: Master of Dreams, Monterrey, México City, Guadalajara, Bogotá, Los Ángeles

## Murales
- 1954 Palacio municipal de Ocotlán de Morelos, Oaxaca, México
- 1962 Escuela Preparatoria n.º 5, Ciudad de México
- 1980 Rincón de los Bosques Restaurante, Ciudad de México
- 1986 Fresco en la Escuela Preparatoria n.º 5, Ciudad de México
- 1994 Hotel Royal Pedregal, Ciudad de México
- 1998 Visión de un artista mexicano sobre Francia, Metro de la Ciudad de México

- Datos: Q7357180
- Multimedia: Rodolfo Morales / Q7357180